# Station Cognac
Station Cognac is een spoorwegstation in de Franse gemeente Cognac.